# Encruzilhada do Sul
Encruzilhada do Sul is een gemeente in de Braziliaanse deelstaat Rio Grande do Sul. De gemeente telt 25.154 inwoners (schatting 2009).

## Aangrenzende gemeenten
De gemeente grenst aan Amaral Ferrador, Cachoeira do Sul, Canguçu, Dom Feliciano, Pantano Grande, Piratini, Rio Pardo en Santana da Boa Vista.

## Verkeer en vervoer
De plaats ligt aan de wegen BR-471 en RS-350.